# Terramoto de Liubliana de 1895

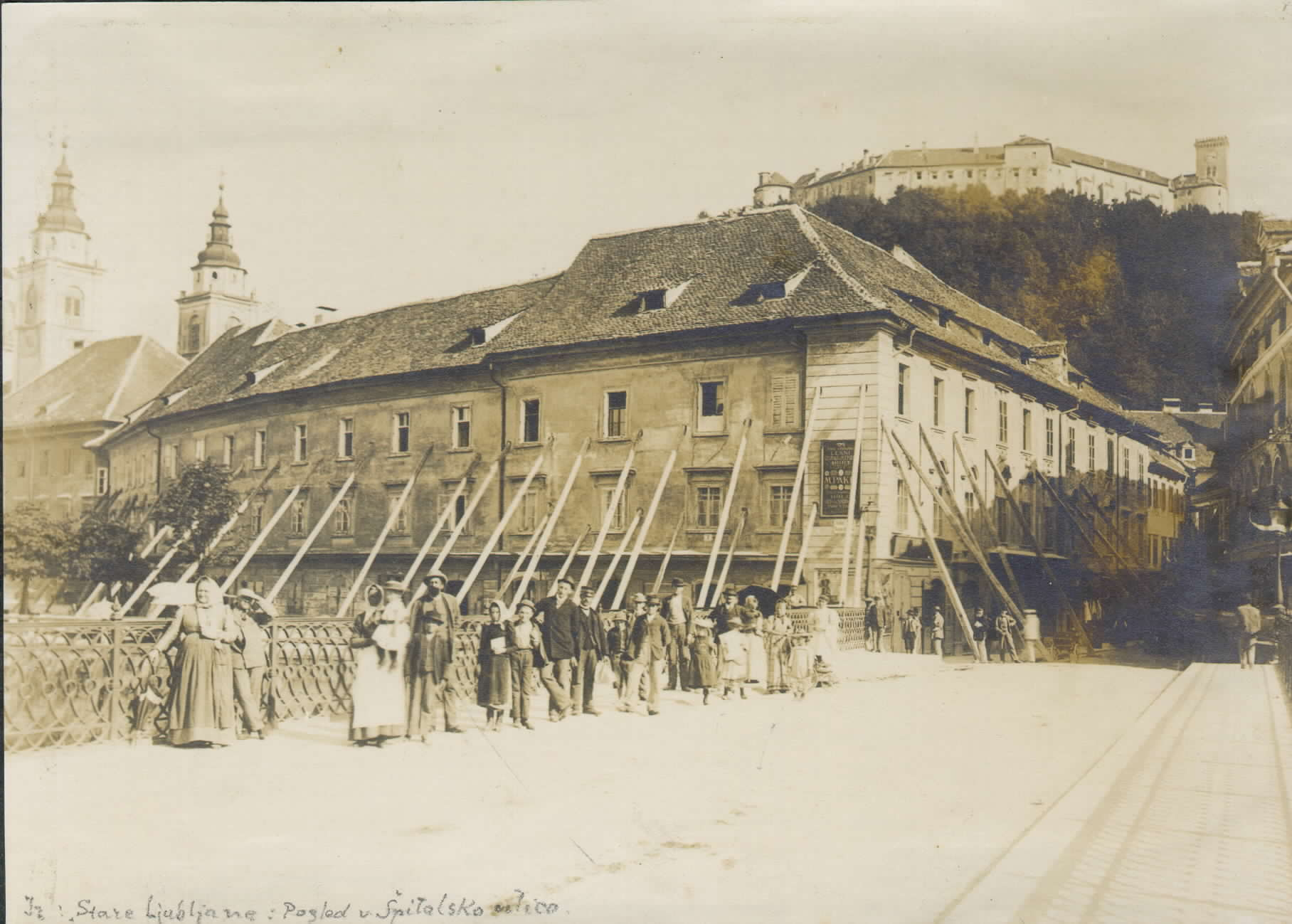
Rua do Hospício (Špitalska ulica; agora Rua Stritar, Stritarjeva ulica)

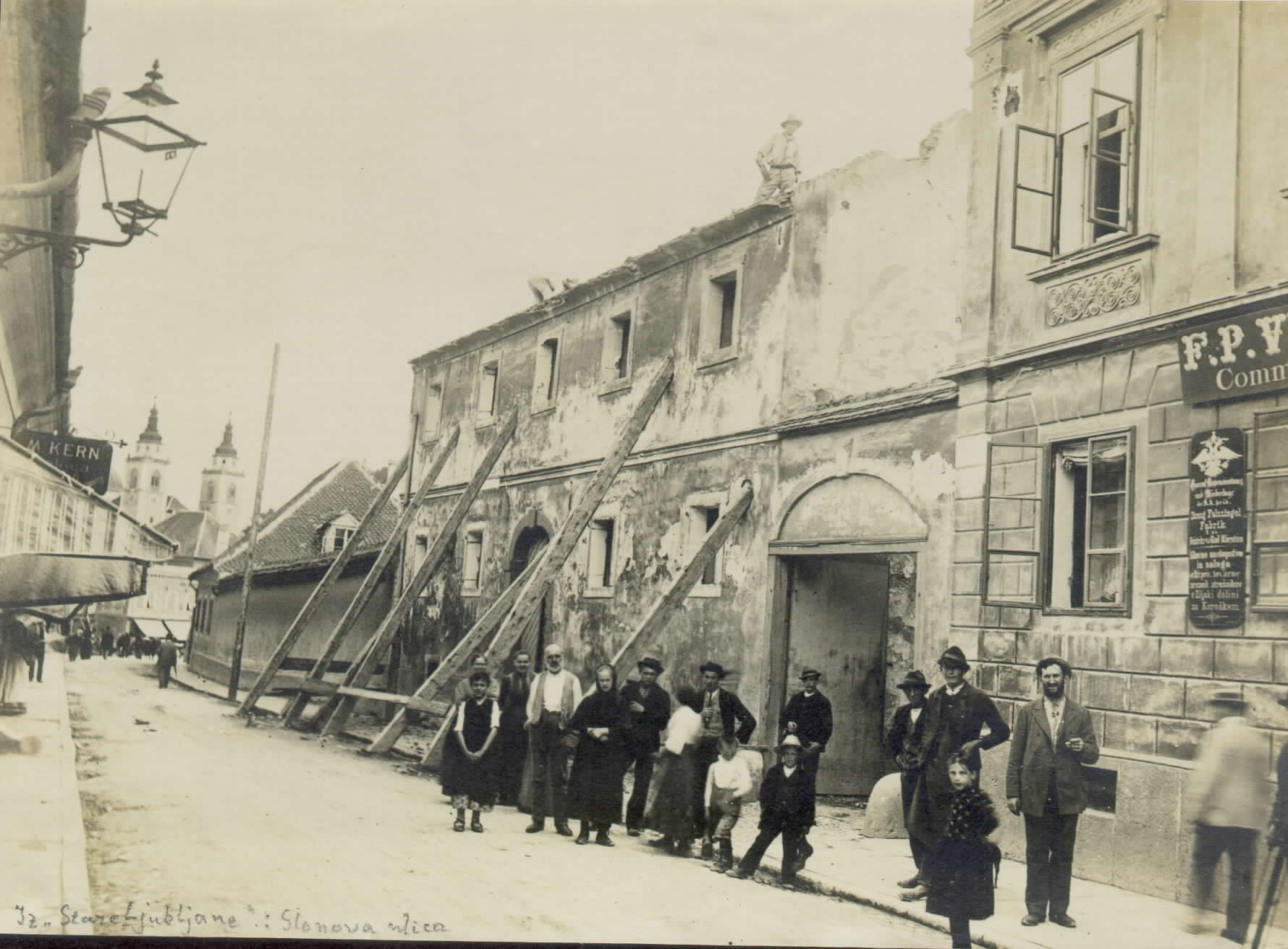
Rua do Lobo (Wolfova ulica)

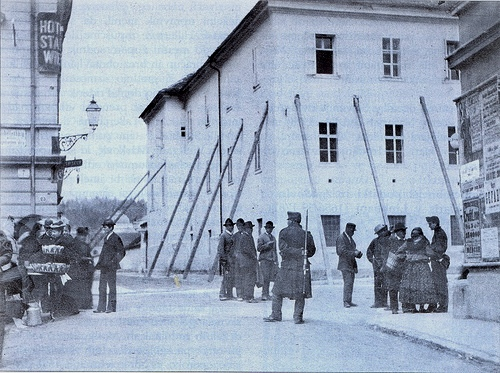
O Convento das Clarissas no local do que é hoje o Banco da Eslovénia

O terramoto de Liubliana de 1895 (em esloveno:  ljubljanski potres) ou terramoto da Páscoa (em esloveno:  velikonočni potres) atingiu Liubliana (a capital e a maior cidade de Carniola, um domínio da Coroa Austro-Húngara e capital da Eslovénia) no dia 14 de abril, domingo de Páscoa. Foi o mais recente e destrutivo sismo naquela área.

## Características
Com uma magnitude de 6,1 na escala de Richter e uma intensidade máxima de VII-IX na escala de Mercalli, o terramoto deu-se às 20:17 UTC (22:17 hora local). O epicentro localizou-se em Janče, cerca de 16 quilómetros a leste do centro de Liubliana e o seu foco a 16 quilómetros de profundidade. O sismo foi sentido num raio de 350 km e numa área de 385 000 km2, chegando a atingir as cidades de Assis, Florença, Viena, e Split. Mais de 100 réplicas foram registadas nos dez dias seguintes.

## Após o terramoto
Até ao evento, Liubliana era uma cidade de aspeto provincial. A expansão da cidade e a difusão da Secessão de Viena deram origem a uma mudança na arquitetura, hoje justaposta com os restantes edifícios anteriores, de estilo Barroco. Muitas construções, como o Mladika, foram construídos no rescaldo do evento. O período de reconstrução entre 1896 e 1910 é referido como o "renascimento de Liubliana", não apenas devido às alterações na arquitetura, a partir da qual uma grande parte dos edifícios atuais se remontam, mas graças à reforma da administração urbana, saúde, educação e turismo que se seguiram. A partir de 1895 e até 1910, 436 novos edifícios foram criados e centenas de edifícios foram renovados ou requalificados seguindo o estilo da Sucessão de Viena. A maioria das pontes, monumentos, parques e principais edifícios datam desta época. Uma capela, dedicada a Nossa Senhora do Rosário, foi erigida em Janče em 1895 pelo povo de Liubliana para que Maria os protegesse de tais desastres. Em 1897, o primeiro observatório sismológico austro-húngaro foi criado na Rua Vega (Vegova ulica) de Liubliana.